# Paul Young (motociclista)
Paul Young (Adelaide, 24 febbraio 1969) è un pilota motociclistico australiano ritiratosi dall'attività agonistica.

## Carriera
Debutta nel mondo del motociclismo su pista all'età di 21 anni partecipando al trofeo nazionale australiano Lambretta 240cc. Il debutto è molto positivo: la prima affermazione coincide infatti con la sua prima gara sul circuito di Broadford. Nel biennio 1993-1994 è impegnato nel campionato australiano 250 Production nel quale vince alcune gare in sella a una Suzuki RGV. L'anno successivo passa al Campionato nazionale Supersport dove chiude in terza posizione su Kawasaki ZX-6R.
Il 1996 è l'anno del debutto nel motomondiale nella classe 500. Partecipa a 7 gare con una Harris Yamaha 500 del team Padgetts Racing in sostituzione del pilota titolare Toshiyuki Arakaki, cogliendo però scarsi risultati. Torna quindi a dedicarsi a tempo pieno ai campionati australiani: nel 1997 è sesto nell'australiano Supersport e chiude quarto l'anno successivo, sempre su Suzuki. Nel 1998 vince anche il titolo di miglior privato nel campionato nazionale Superbike. A partire dal 1999 si trasferisce in Inghilterra e partecipa al campionato britannico per derivate di serie. Al debutto vince la coppa britannica Superbike e termina 11º in classifica generale, l'anno successivo è ancora 11º. Nel 2001 abbandona la R7 per correre con due Suzuki sempre in team privati: è campione britannico Superstock 1000 e quinto nella Supersport.
Dal 2002 al 2005 cambia moto e categoria molto di frequente, passando dalla Superbike alla Supersport fino alla Superstock, sempre nel campionato britannico. Degne di nota le due partecipazioni alla 8 ore di Suzuka del 2003 (3º nella categoria Super Production con il team Corona Suzuki) e del 2006 (3º in Superbike e 5º assoluto con il team Suzuki Sweden) oltre al 2º posto nella Superstock inglese del 2005 su Yamaha. A partire dal 2006 si è costantemente impegnato nel campionato britannico Supersport in sella a una Triumph 675. Miglior risultato a fine stagione il nono posto nel 2008. Nel 2010 continua nella supersport britannica sempre con una Triumph Daytona 675 del team TAG Triumph. Terminata la propria carriera agonistica rimane nel mondo delle corse gestendo un proprio team: il Paul Young Racing.

## Risultati in gara

### Motomondiale
| 1996 | Classe | Moto          |  |  |  |  |  |  |  |  |     |    |    |     |    |     |     | Punti | Pos. |
| ---- | ------ | ------------- |  |  |  |  |  |  |  |  | --- | -- | -- | --- | -- | --- | --- | ----- | ---- |
| 1996 | 500    | Harris Yamaha |  |  |  |  |  |  |  |  | Rit | 20 | 23 | Rit | 14 | Rit | Rit | 2     | 29º  |

| Legenda | 1º posto        | 2º posto            | 3º posto            | A punti      | Senza punti        | Grassetto – Pole position Corsivo – Giro più veloce |
| Legenda | Gara non valida | Non qual./Non part. | Ritirato/Non class. | Squalificato | '-' Dato non disp. | Grassetto – Pole position Corsivo – Giro più veloce |

### Campionato mondiale Supersport
| 2000 | Moto   |  |  |  |  |    |  |  |  |     |     |  |  | Punti | Pos. |
| ---- | ------ |  |  |  |  | -- |  |  |  | --- | --- |  |  | ----- | ---- |
| 2000 | Yamaha |  |  |  |  | 22 |  |  |  | Rit | Rit |  |  | 0     |      |

| 2002 | Moto  |  |  |  |  |  |  |  |  |  |  |  |    | Punti | Pos. |
| ---- | ----- |  |  |  |  |  |  |  |  |  |  |  | -- | ----- | ---- |
| 2002 | Honda |  |  |  |  |  |  |  |  |  |  |  | 14 | 2     | 33º  |

| Legenda | 1º posto        | 2º posto            | 3º posto           | A punti      | Senza punti        | Grassetto – Pole position Corsivo – Giro più veloce |
| Legenda | Gara non valida | Non qual./Non part. | Ritirato/Non class | Squalificato | '-' Dato non disp. | Grassetto – Pole position Corsivo – Giro più veloce |